# Gil Eannes (navio-hospital)
O Gil Eannes foi um navio-hospital português. Atualmente ancorado no porto de pesca em Viana do Castelo, tem a função de espaço museológico e Pousada da Juventude.

## Histórico
No século XX existiram duas embarcações de bandeira portuguesa com a designação de Gil Eannes e a função de navio-hospital, ambas tendo prestado apoio às atividades de pesca do bacalhau, nas águas da Terra Nova, no Grande Banco e na Gronelândia. A sua função justificava-se uma vez que as embarcações pesqueiras portuguesas encontravam-se rotineiramente isoladas por vários meses naquelas águas.
O primeiro navio a receber este nome foi o Lahneck, um navio do Império Alemão apreendido na sequência da entrada de Portugal na Primeira Guerra Mundial (1916), então transformado em cruzador auxiliar da Marinha Portuguesa. Posteriormente, em 1927 zarpou pela primeira vez para a Terra Nova, após ter sido adaptado para navio hospital em estaleiros nos Países Baixos.
Em 1955 foi substituído por uma nova embarcação, homónima, construída de raiz nos Estaleiros Navais de Viana do Castelo. Ao longo de sua existência, serviu ainda como navio-capitania, navio-correio, navio-rebocador e quebra-gelos, assegurando o abastecimento de mantimentos, redes, material de pesca, combustível, água e isco aos barcos de pesca do bacalhau.
Após 1963 passou a efetuar viagens de comércio como navio frigorífico e de passageiros entre as campanhas de pesca, tendo efetuando a sua última viagem à Terra Nova em 1973, ano em que também fez uma viagem diplomática ao Brasil com o então recém-nomeado embaixador de Portugal em Brasília José Hermano Saraiva.
Após esta última viagem perdeu as suas funções, ficando acostado no porto de Lisboa até ser vendido como sucata para abate em 1977.
Diante deste fim inglório para a embarcação, a escassos dias da sua destruição, e graças a um apelo feito por José Hermano Saraiva num dos seus programas, a comunidade vianense mobilizou-se para o resgatar, concebendo um projeto para ser exposto no porto de mar de Viana do Castelo, como tributo ao passado marítimo da cidade, tornando-se numa das suas atrações turísticas.
Desse modo, em 1998 foi reabilitado nos Estaleiros Navais de Viana do Castelo, com o apoio de várias instituições, empresas e cidadãos, e passando a ser gerido pela "Fundação Gil Eannes", criada para esse fim.
Na visita à embarcação destacam-se os espaços da ponte de comando, da cozinha, da padaria, da casa das máquinas, do consultório médico, da sala de tratamentos, do gabinete de radiologia, além de diversos camarotes e salas de exposições temporárias.
A embarcação conta ainda com uma Sala de Reuniões (antiga Sala de Jantar dos Oficiais), loja de recordações, bar/esplanada e uma Pousada da Juventude com 60 leitos, localizada nas antigas enfermarias e camarotes.

## Centro de Mar de Viana
Em novembro de 2014, o navio abriu como Centro de Mar.
A criação do novo espaço representou um investimento de 550 mil euros financiado pelo Programa Operacional Regional do Norte (ON2) 2007-2013, no âmbito do Quadro de Referência Estratégico Nacional (QREN).
O projecto do Centro de Mar nasceu em 2008 no seio da extinta Valimar, associação de municípios do Vale do Lima e transitou para a Comunidade Intermunicipal (CIM) do Alto Minho, começou por ser desenhado por Ernâni Lopes, enquanto fundador da Saer — Sociedade de Avaliação de Empresas e Risco.
A transformação do navio em Centro de Mar contou com a colaboração de ex-trabalhadores dos ENVC, onde a embarcação foi construída em 1955.
O novo espaço é dotado, entre outras valências, de equipamentos multimédia, áreas de apoio ao empreendedorismo e economia náutica e diversas experiências audiovisuais interactivas.
O navio foi ainda dotado de um percurso museológico e interpretativo sobre a cultura marítima de Viana do Castelo e de um Centro de Documentação Marítima.
Em 2020 o Centro de Mar vai dispor de um museu virtual da memória marítima, para a promoção da Ciência e do Conhecimento do Mar.

## Galeria

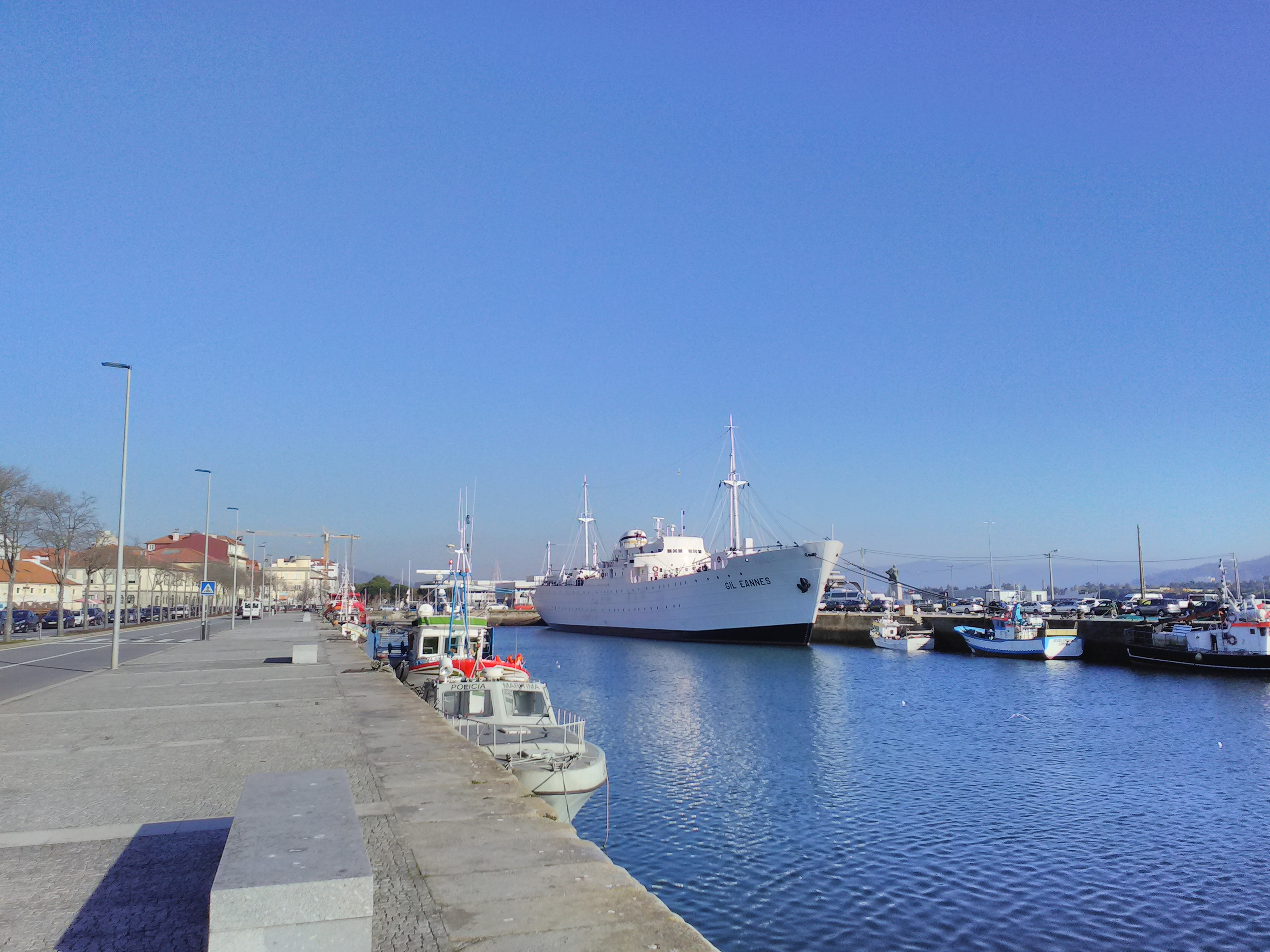
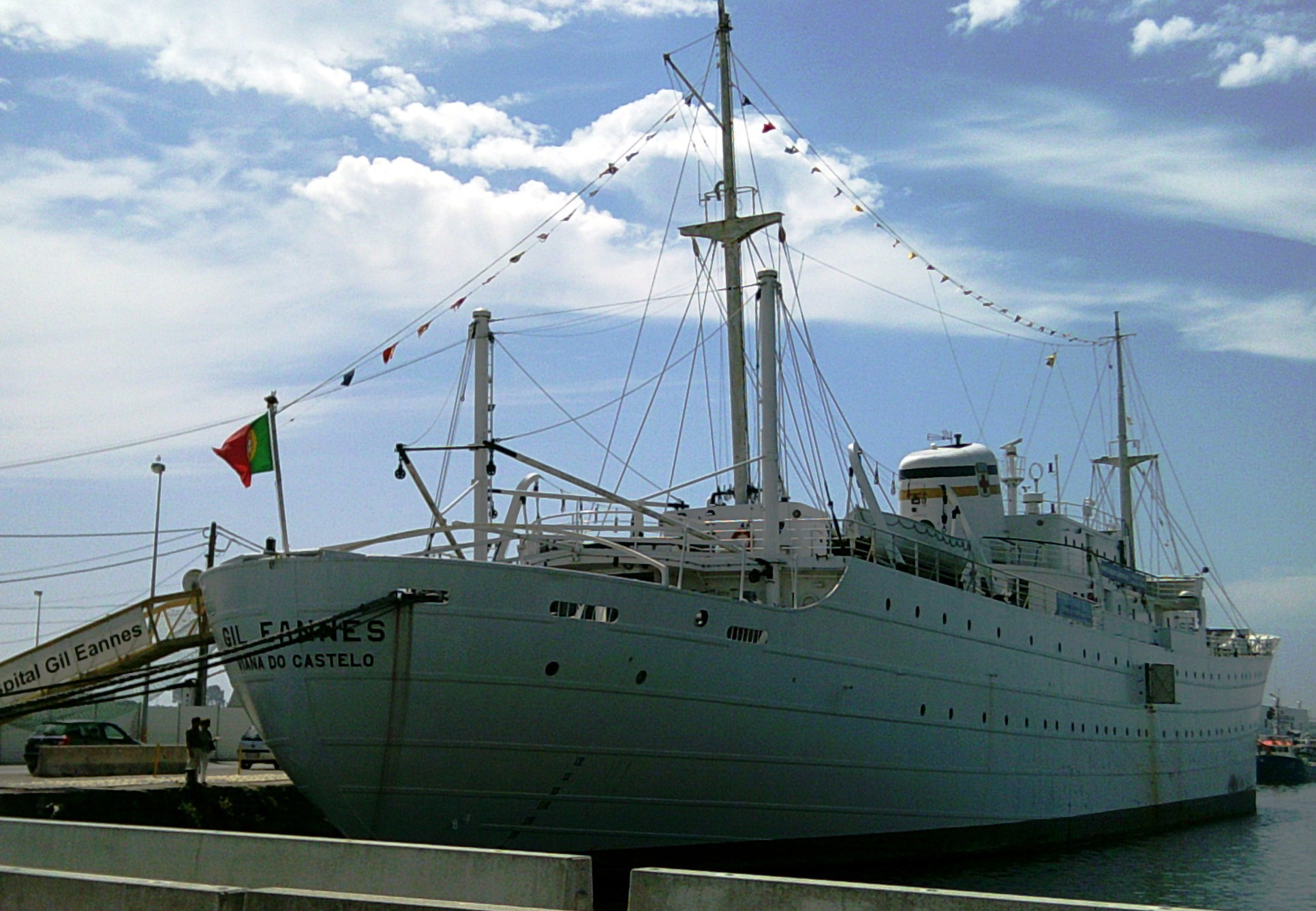
Costado
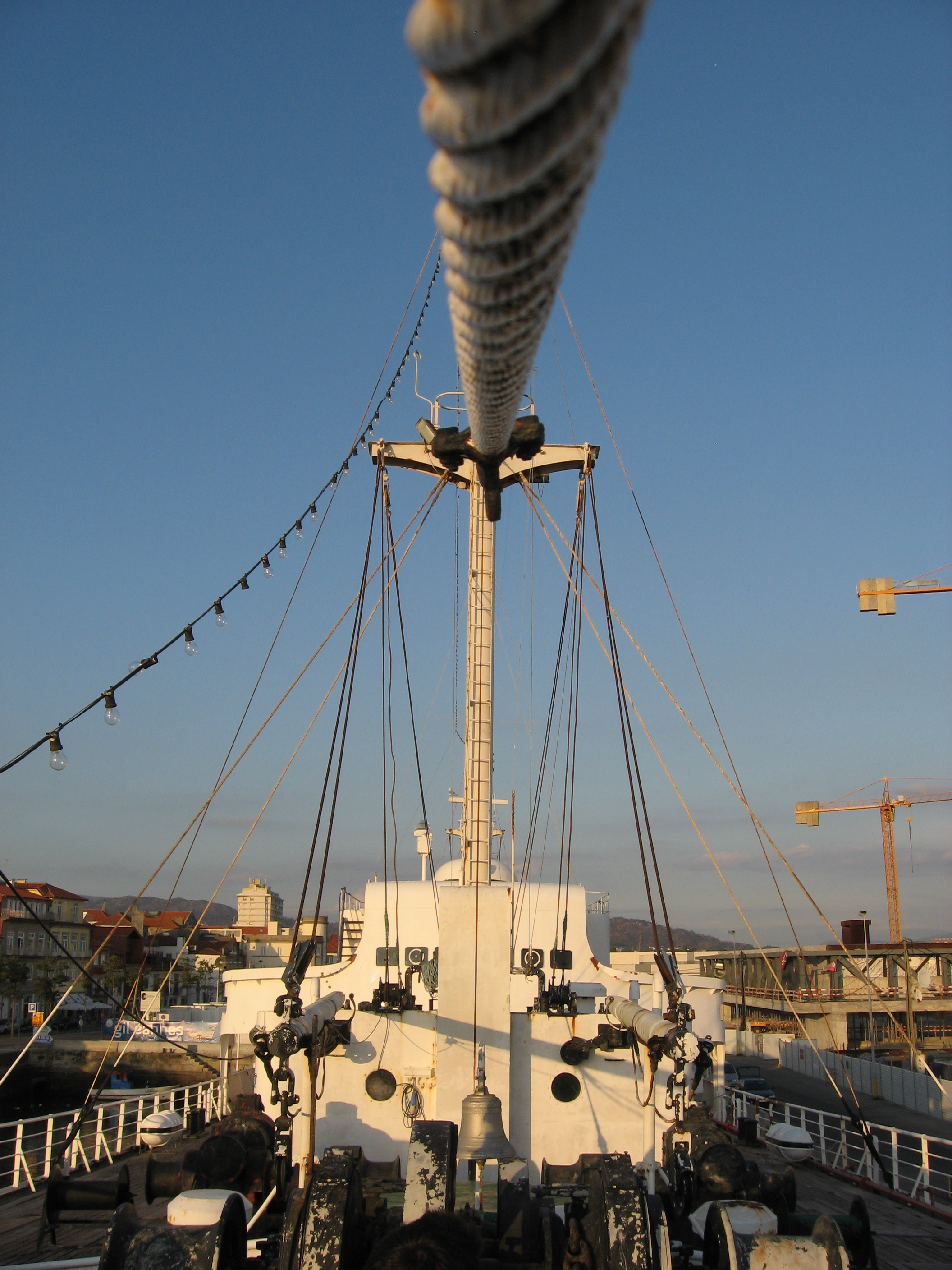
Convés e mastros
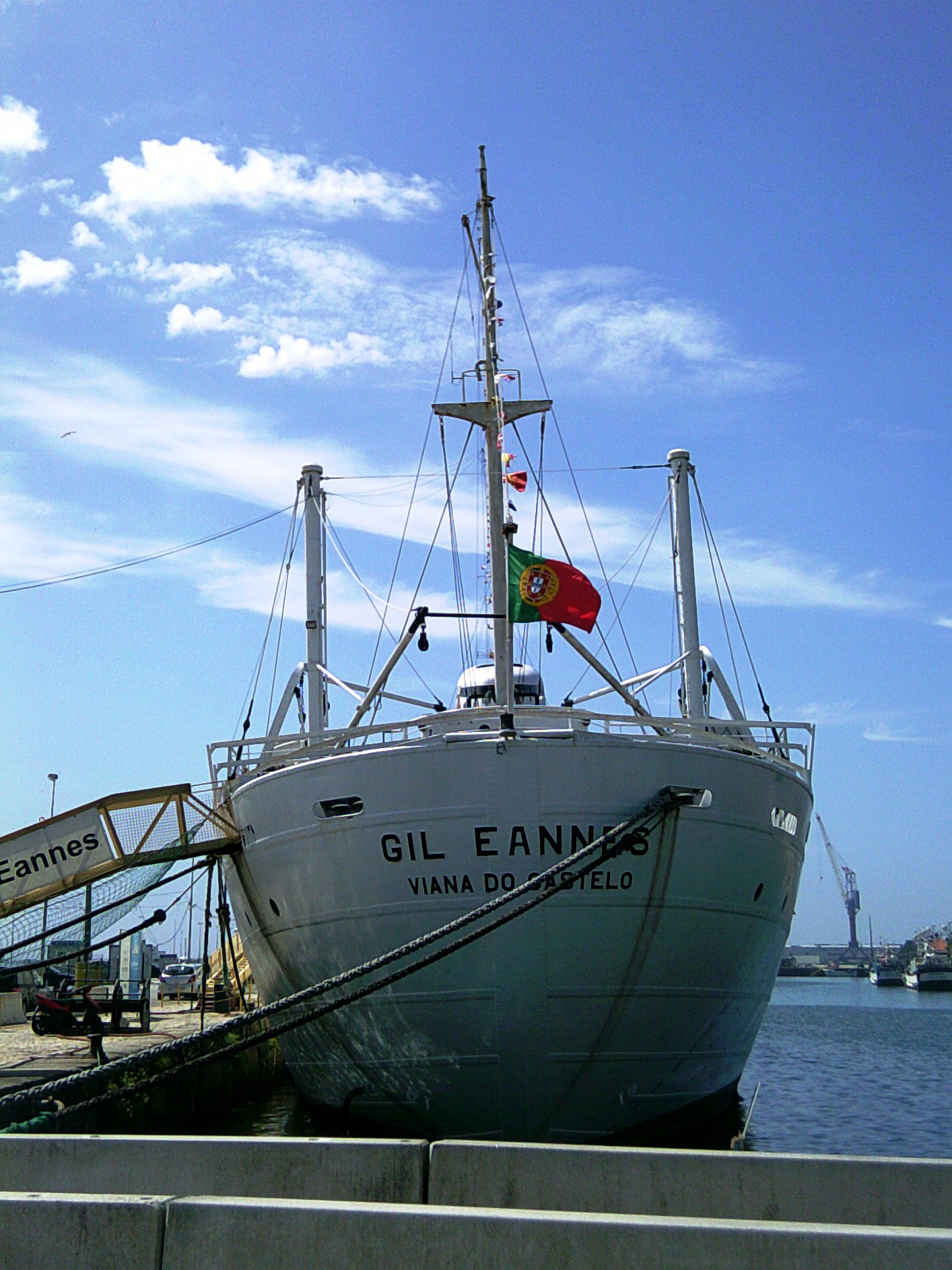
Popa